# Бабезии
Бабе́зии (лат. Babesia) — род протистов из отряда пироплазмид.

## История исследований
Впервые описаны в 1888 году румынским учёным микробиологом В. Бабешем как возбудитель инфекционного заболевания (пироплазмоза) крупного рогатого скота. В 1893 году по фамилии первооткрывателя назван род, к которому отнесли этого возбудителя.

## Этиология
Бабезии — внутриклеточные паразиты, поражающие эритроциты крови  крупного рогатого скота, лошадей, овец, свиней, собак, человека.
В эритроцитах происходит бесполое размножение бабезий делением каждой на 2—4 особи. Бабезии имеют различную форму и размеры, чаще характерны кольцевые формы, располагающиеся вдоль стенок эритроцита. Пары бабезий образуют грушевидные формы. Заражённость эритроцитов составляет от долей процента (бессимптомные формы заболеваний) до десятков процентов (острые формы).

## Эпизоотология

Жизненный цикл бабезий (Babesia)

Перенос бабезий осуществляется циклично между промежуточными хозяевами. В качестве хозяев выступают как животные, специфично чувствительные к возбудителям, так и нечувствительные (в основном, мелкие грызуны). Перенос между хозяевами осуществляется чаще клещами, реже через кровь при операциях и травмах. Основными переносчиками Babesia divergens являются клещи видов Ixodes ricinus и Ixodes persulcatus. Переносчиком Babesia ovis — видов Rhipicephalus bursa.
В организме клещей бабезии размножаются бесполым путём в кишечнике а также внутриклеточно. В клещах бабезии циркулируют трансфазно (от личинки к нимфе и затем к имаго), а также трансовариально (через яйца к следующему поколению клещей). Как правило, во втором и последующих поколениях клещей после получения возбудителя из крови больного животного личинки имеют генерализованное носительство бабезий во всех органах, в том числе в слюнных железах.
При питании клеща на животном бабезии попадают из слюны клеща в кровь, где внедряются в эритроциты и начинают размножение. В большинстве случаев происходит одновременное заражение различными видами бабезий и другими возбудителями опасных болезней (вирусами клещевого энцефалита, возбудителями боррелиоза и др.).

## Классификация
Единой классификации не разработано. Часть исследователей не разделяют бабезии и простейших видов пироплазм (Piroplasma), другие разделяют род бабезии на 4 рода или подрода и соответственно различают болезни, ими вызываемые:
- пироплазма (Piroplasma) — пироплазмозы
- нутталия (Nuttallia) — нутталлиозы
- бабезия (бабезиелла) (Babesiella) — бабезиозы
- франсаиелла (Francaiella) — франсаиеллёзы

На территории России встречаются 10 видов, основные:
- Babesia bigemina[англ.]
- Babesia bovis[англ.]
- Babesia ovis